# Ben Chafin
Pour les articles homonymes, voir Chafin.
Augustus Benton « Ben » Chafin Jr (Abingdon, 18 mai 1960 – Richmond, 1er janvier 2021) est un homme politique américain républicain de Virginie.

## Source
- (en) Cet article est partiellement ou en totalité issu de l’article de Wikipédia en anglais intitulé « Ben Chafin » (voir la liste des auteurs).